# Internet Channel
Internet Channel är en variant av webbläsaren Opera som används till konsolen Wii från Nintendo. Denna variant av webbläsare är utvecklad av det norska företaget Opera och motsvarar Opera version 9 för Windows. Programvaran lagras på det inbyggda flashminnet och startar på bara några sekunder. Webbläsaren kan hantera JavaScript, Adobe Flash och Ajax.
Wii Browser släpptes i en betaversion i Europa den 22 december 2006. Den 12 april 2007 byttes betaversionen ut mot en skarp version som innehåller en rad förbättringar. Den förbättrade versionen var fri att ladda ner till och med juni 2007, sen började det kosta 500 Wii-poäng att ladda ned webbläsaren. Den 1 september 2009 blev den gratis att ladda ned.